# Taichi Nakamura
Taichi Nakamura (中村 太一 Nakamura Taichi?), född 5 januari 1993 i Shizuoka prefektur, är en japansk fotbollsspelare.
Nakamura började sin karriär 2015 i ReinMeer Aomori. Han spelade 64 ligamatcher för klubben. 2018 flyttade han till Vanraure Hachinohe.